# Hindustan Aeronautics Limited SC
Hindustan Aeronautics Limited SC, kurz HAL, ist ein Fußballverein aus Bengaluru, Indien. Er ist der Verein der Firma Hindustan Aeronautics Limited, die ihm auch den Namen gab. Derzeit spielt er in der zweiten Liga des Landes, der I-League 2. Division. Seine Heimspiele trägt er im Bangalore-Stadion aus. 2005/06 belegte der Verein den 3. Platz der 2. Liga. Da der Meister der 2. Liga jedoch kein professionelles Team für die 1. Liga bereitstellen konnte, stieg HAL stattdessen auf. Mit 10 Punkten aus der Erstligasaison 2006/07 stieg Hindustan Aeronautics Limited SC aber direkt wieder ab.

## Erläuterungen / Einzelnachweise
1. ↑  rsssf.org: Übersicht über die Saisonergebnisse